# Lugaru
Lugaru (Lugaru: The Rabbit's Foot) est le premier jeu vidéo commercial créé par Wolfire Games. C’est un jeu d’action 3D multiplate-forme et libre. Il a pour héros Turner, un lapin anthropomorphique avec des compétences au combat étonnamment avancées.

## Histoire
L'histoire se déroule sur l'île de Lugaru, un nombre d'années inconnu après la chute de la race humaine. tous les personnages sont des animaux anthropomorphes. L’histoire est centrée sur Turner, un lapin guerrier retraité légèrement célèbre qui vit dans un petit village avec sa famille et ses amis.
À l'insu de Turner, une meute de loups d'une île voisine avait tué et mangé toutes les proies qui y vivaient et était venue à Lugaru pour trouver plus de nourriture. Ne voulant plus commettre les mêmes erreurs qu'auparavant, ils prévoient de conserver leurs réserves alimentaires en asservissant et en élevant les citoyens du royaume des lapins local plutôt que de chasser leur nouvelle source de nourriture jusqu'à l'extinction. Craignant pour sa vie, le roi des lapins Hickory a accepté cette prise de contrôle, à condition que les loups ne lui nuisent pas. Pour obtenir cet accord, il envoya Jack, l'un de ses plus fidèles serviteurs, tuer les pillards locaux, car ils constitueraient la seule véritable résistance que les loups rencontreraient. Pour ce faire, Jack décide d'inciter Turner à tuer les pillards. Jack manipule Skipper, un ami proche de Turner, le convainc de quitter le village de Turner sans défense dans le cadre d'un stratagème visant à l'inciter à tuer les pillards. Jack ne lui dit rien sur les loups et l'assure que personne ne sera réellement blessé pendant l'attaque. Il paie ensuite les raiders pour tuer tout le monde dans le village, y compris Skipper.
Le plan de Jack est en grande partie un succès. Les attaquants éloignent Turner du village et attaquent en son absence, assassinant toute sa famille et presque tous ses amis. Jack met en scène sa propre mort lors de l'attaque. Turner se donne pour mission de venger la mort de ses proches et commence à tuer systématiquement tous les pillards, ouvrant involontairement la voie aux loups pour conquérir Lugaru. Cependant, tout ne se déroula pas comme prévu: les raiders décidèrent de garder Skipper en vie contre rançon. Une fois que la plupart des pillards ont été tués, Turner rencontre Skipper dans l'un des camps des pillards. Skipper raconte à Turner comment Jack l'a manipulé, ce qui l'invite à retourner dans son village et à confirmer l'emplacement du cadavre de Jack. Après avoir constaté que le corps de Jack a disparu, Turner suppose correctement que Jack était allé au Rocky Hall (le lieu de la monarchie du Royaume des lapins) après l'avoir trahi et décide de le poursuivre.
Une fois que Turner a atteint le Rocky Hall, l'un des gardes l'informe que Jack lui a offert une prime. Cependant, la plupart des gardes voient Turner comme un héros et refusent de l'attaquer, prétextant au contraire qu'ils ne l'ont pas vu. Reconnaissant, Turner quitte la salle et se dirige vers le nord pour continuer à poursuivre Jack. Sur le chemin, Turner rencontre et est obligé de se battre contre un garde désespéré qui avait besoin d'argent et qui l'avait suivi après son départ du hall, un loup et cinq soldats-lapins que Jack avait envoyés pour le tuer. Malgré cela, Turner traque finalement Jack, le trouvant non loin de l'endroit où les soldats ont été vaincus. Ne voyant aucune raison de continuer la charade, Jack explique toute la situation à Turner avant d'être tué par lui en combat singulier.
Ayant appris la terrible vérité, Turner confronte le roi Hickory à propos des loups. Hickory ordonne à ses gardes de tuer Turner, mais à la lumière de ses relations avec les loups, ils refusent. Avec le soutien total de la garde du roi, Turner prend le pouvoir par un coup d'État sans effusion de sang. Il promet ensuite aux autres lapins de rencontrer le loup Alpha et, si nécessaire, de le tuer. Hickory, déterminé à tuer Turner et à récupérer le trône, utilise ses liens avec la meute de loups pour envoyer trois assassins de loups pour tenter de le tuer avant qu'il n'atteigne l'Alpha. Cependant, Turner parvient à vaincre les assassins et trouve plus tard Hickory caché dans les montagnes avec deux de ses gardes les plus fidèles. Ne connaissant pas le sort des assassins, Hickory menace Turner avec eux et est choqué lorsque Turner révèle qu'il a réussi à les tuer. Turner affronte Hickory par-dessus sa lâcheté en n'essayant même pas de lutter contre la conquête du loup, en le mettant en colère et en l'incitant à attaquer. Turner tue Hickory dans la bataille qui s'ensuit et prend son épée.
Fort de ses récentes victoires et misanthrope à cause de ses luttes récentes, Turner parvient enfin dans la tanière des loups et tue tous les loups, y compris les mères et les enfants. Ash, le loup alpha, arrive plus tard. Ash prévient que si Turner le bat, cela signifiera une ruine pour les lapins, car ils surpeupleraient, causant la famine et la guerre civile sans que les loups ne renforcent l'ordre naturel. Turner résiste à cela en déclarant que s'il ne tue pas les loups, ils ne feront que perdre le contrôle et tuer tous les lapins à nouveau, en se laissant mourir de faim, et qu'une mort de sa main serait plus honorable. Dans la bataille qui s'ensuit, Turner parvient à vaincre Ash et à le vaincre. Après cela, il retourne au Rocky Hall, où il se voit offrir la chance de devenir roi, car personne n'oserait défier le pouvoir d'un lapin qui a tué une meute de loups entière. Turner refuse, estimant qu'il n'est pas capable de gouverner.

## Système de jeu
La majeure partie du jeu de Lugaru consiste en un combat au corps à corps mettant fortement l'accent sur les arts martiaux. Ce combat comprend souvent des couteaux, des épées et des bâtons. Le joueur peut effectuer des désarmements, des inversions et des contre-inverses. Malgré l'accent mis sur le combat de mêlée, le joueur ne se limite pas à attaquer ses ennemis, car Lugaru a prononcé des éléments de gameplay furtif et récompense activement les joueurs qui ont vaincu leurs ennemis sans être détectés.
Les commandes de combat de Lugaru sont entièrement originales. Il n’existe que trois boutons d’action contextuels : un bouton d’attaque, un bouton de saut et un bouton d’accrochage plus général. Cette configuration met un accent particulier sur le timing et le positionnement des attaques pour maximiser leur efficacité, plutôt que de mémoriser des combinaisons de touches compliquées pour faire plus de dégâts.
Il n'y a pas de HUD, le joueur doit donc se fier entièrement aux repères visuels pour déterminer l'état de santé actuel de Turner. en particulier la posture du personnage, des blessures visibles sur son corps, la noirceur et une vision floue. Le joueur doit également prendre note de divers facteurs environnementaux, tels que les sons, la direction du vent et la présence de sang sur les armes. Depuis loups, les ennemis des loups ont un sens de l’odorat puissant et sont moins accessibles du vent arrière. Ils peuvent également sentir le sang des plaies ouvertes et des armes souillées. De la même manière, les lapins ont une excellente audition et sont sensibles aux bruits générés par les buissons froissés.
Le jeu peut être joué en mode campagne, qui comprend les objectifs spécifiques à la mission et le scénario, ainsi qu'en mode "défi", qui consiste à faire défiler une série de quatorze cartes dans le but de les débarrasser de toutes les créatures hostiles. Il y a aussi un tutoriel interactif.